# Nadzirano učenje
Nadzirano učenje (Supervised learning, SL) je paradigma u mašinskom učenju gde ulazni objekti (na primer, vektor promenljivih prediktora) i željena izlazna vrednost (takođe poznata kao ljudski obeležini nadzorni signal) obučavaju model. Podaci o obuci se obrađuju, izgrađujući funkciju koja mapira nove podatke o očekivanim izlaznim vrednostima. Optimalni scenario će omogućiti algoritmu da ispravno odredi izlazne vrednosti za uzorke koji nisu korišteni u treningu. Ovo zahteva da algoritam učenja generalizuje podatke o obuci na nevidljive situacije na „razuman“ način (pogledajte induktivnu pristrasnost). Ovaj statistički kvalitet algoritma se meri kroz takozvanu grešku generalizacije.

## Koraci koje treba slediti
Da bi se rešio dati problem nadgledanog učenja, potrebno je izvršiti sledeće korake:
- Određivanje tipa primera obuke. Pre nego što se uradi bilo šta drugo, korisnik treba da odluči kakvu vrstu podataka će koristiti kao skup za obuku. U slučaju analize rukopisa, na primer, ovo može biti pojedinačni rukom pisani znak, cela rukopisna reč, cela rečenica rukopisa ili možda ceo pasus rukopisa.
- Prikupljanje seta za trening. Set za obuku treba da bude reprezentativan za upotrebu funkcije u stvarnom svetu. Dakle, skup ulaznih objekata se prikuplja i odgovarajući izlazi, nastali unosom ljudskih stručnjaka ili iz merenja.
- Određivanje prikaza ulaznog obeležja naučene funkcije. Tačnost naučene funkcije u velikoj meri zavisi od toga kako je ulazni objekat predstavljen. Tipično, ulazni objekat se transformiše u vektor obeležja, koji sadrži niz karakteristika koje su opisne za objekat. Broj karakteristika ne bi trebalo da bude prevelik, zbog prokletstva dimenzionalnosti; ali treba da sadrži dovoljno informacija za tačno predviđanje rezultata.
- Odrediti strukturu naučene funkcije i odgovarajući algoritam učenja. Na primer, inženjer može izabrati da koristi mašine potpornih vektora ili stabla odluka.
- Dovršivanje dizajna. Potrebno je pokrenuti algoritam učenja na prikupljenom setu za trening. Neki algoritmi za nadgledano učenje zahtevaju od korisnika da odredi izvesne kontrolne parametre. Ovi parametri se mogu prilagoditi optimizacijom performansi na podskupu (koji se naziva validacioni set) seta za trening ili unakrsnom validacijom.
- Ocenjivanje tačnosti naučene funkcije. Nakon podešavanja parametara i učenja, performanse rezultujuće funkcije treba meriti na test setu koji je odvojen od seta za trening.

## Spoljašnje veze
- Machine Learning Open Source Software (MLOSS)